# Rıo De La Plata
Rıo De La Plata je singl z alba Tu veneno uruguayské zpěvačky Natalie Oreiro.

## Informace o singlu
Druhý singl z alba se do TOP 100 hitparády dostal 19.11.2000 a byl zařazen na 52. místo. Singl se dostal až na osmé místo a tuto pozici v hitparádě si udržel celých 25 týdnů. Vypadl až po čtyřéch měsících, 29.4.2001. V Latin Music Billboard se píseň umístila na prvním místě.